# هووسپ اوربلی
هووسپ آبگاری اوربلی (ارمنی: Հովսեփ Աբգարի Օրբելի؛ ۲۰ مارس ۱۸۸۷ – ۲ فوریهٔ ۱۹۶۱) انسان‌شناس، باستان‌شناس و تاریخ‌نگار ارمنی‌تبار اهل امپراتوری روسیه بود.

## زندگی‌نامه
وی در سال ۱۸۸۷ در یک خانواده سرشناس اشرافی ارمنی در کوتائیسی در امپراتوری روسیه به دنیا آمد. در سال ۱۹۰۴ در دانشگاه سن پترزبورگ پذیرفته شد؛ در رشته‌های تاریخ و فلسفه (با تأکید خاص بر زبان لاتین و یونانی) تحصیل نمود و در سال ۱۹۱۱ از دانشگاه فارغ‌التحصیل شد
اوربلی بین سال‌های ۱۹۴۷–۱۹۴۳ ریاست فرهنگستان علوم ارمنستان (نخستین رئیس) را برعهده داشت.
وی برنده جوایزی همچون نشان لنین شده‌است.
وی در گورستان بوگوسلوفسکوی در شهر سن پترزبورگ به خاک سپرده شد.